# Tekax
 (novembre 2019).
Si vous disposez d'ouvrages ou d'articles de référence ou si vous connaissez des sites web de qualité traitant du thème abordé ici, merci de compléter l'article en donnant les références utiles à sa vérifiabilité et en les liant à la section « Notes et références ».
Tekax (parfois orthographié Tecax) est une petite ville mexicaine située dans l'État du Yucatán.
Son nom en Maya yucatèque signifie lieu de la forêt.

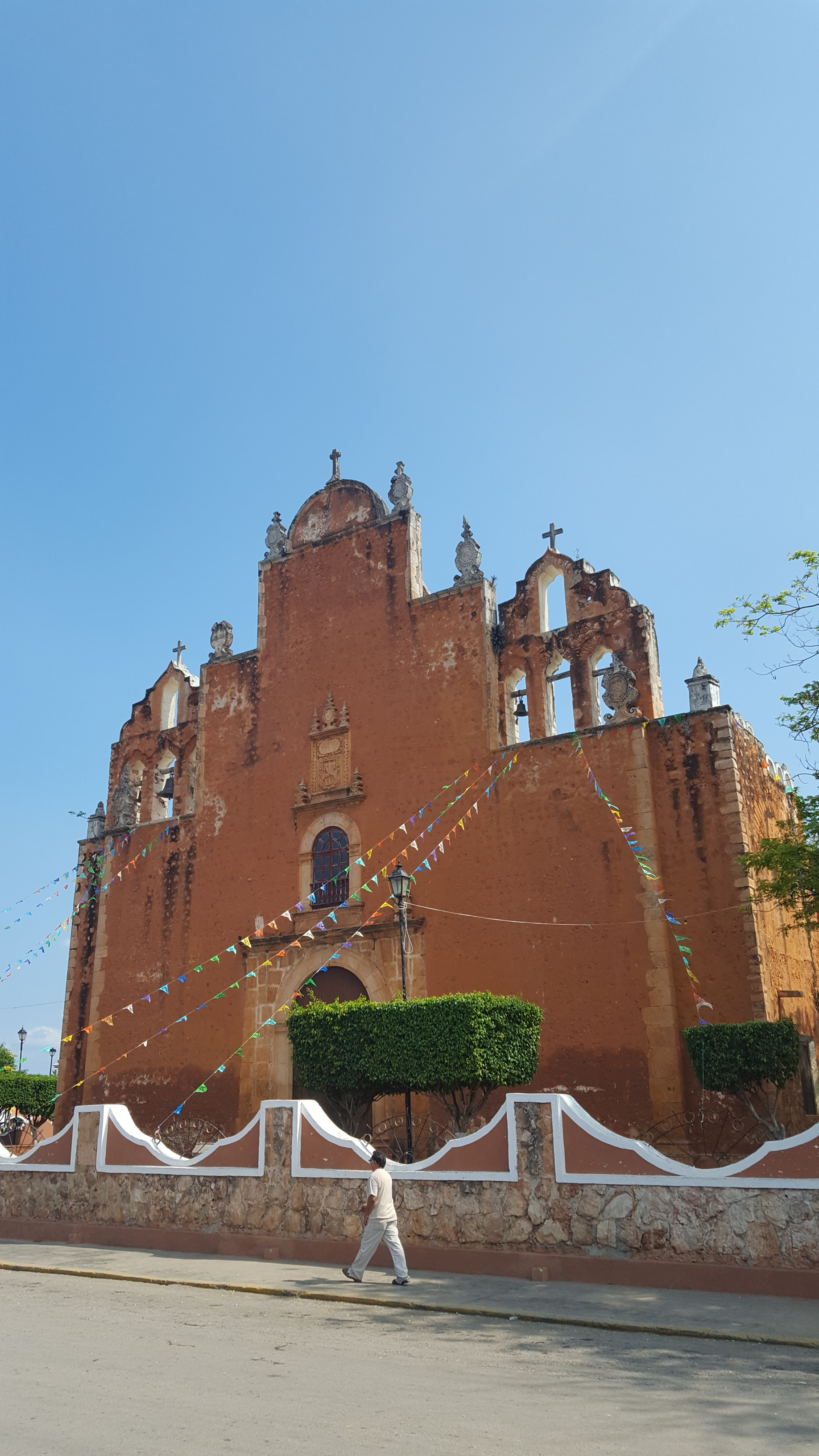
Église sur la place principale, Tekax

## Population
En 2003, la population de Tekax s'élevait à environ 22 000 habitants. La majorité de la population est maya.